# Manheim-neu
Manheim ist ein Stadtteil der Stadt Kerpen im Rhein-Erft-Kreis in Nordrhein-Westfalen.

## Lage

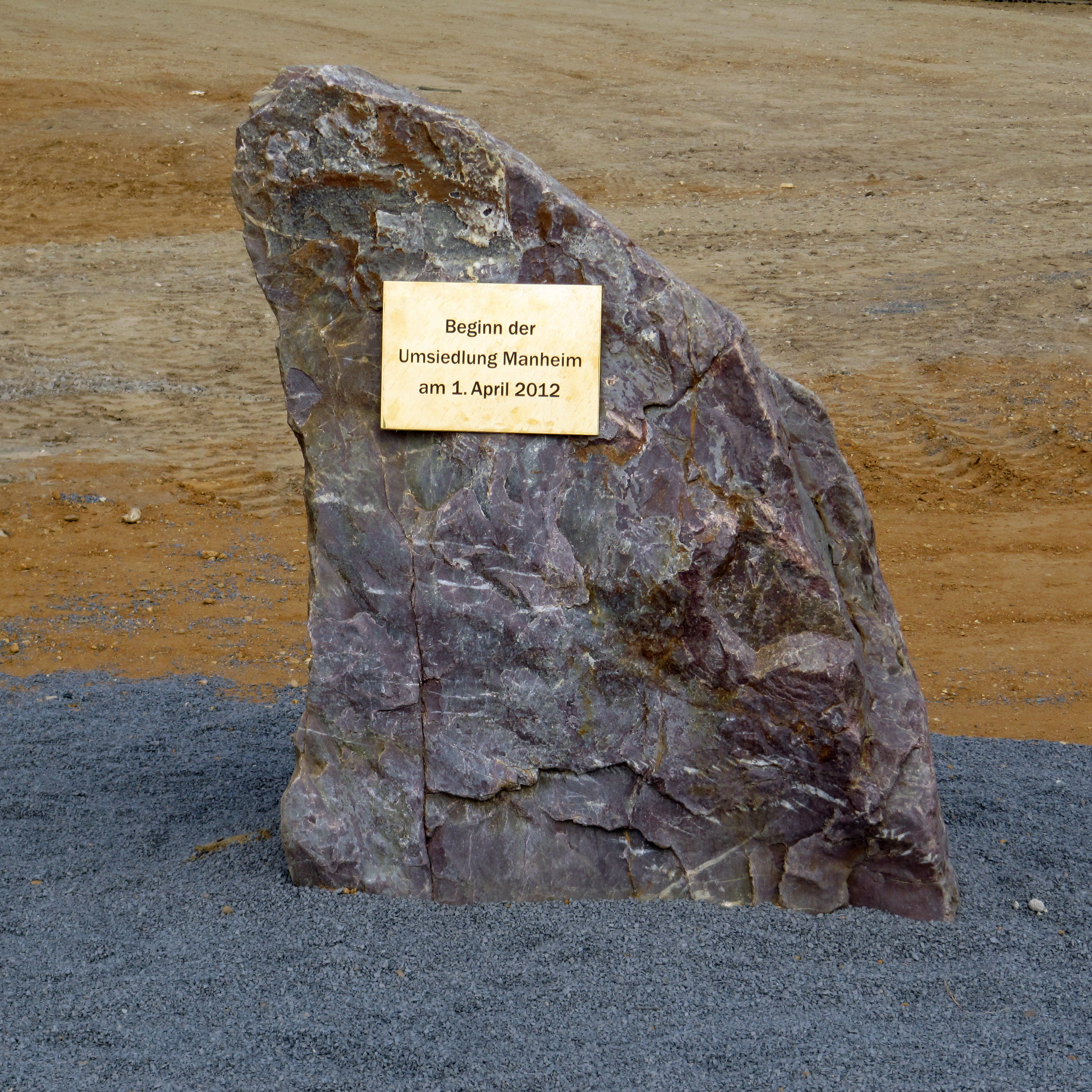
Gedenkstein – Beginn der Umsiedlung

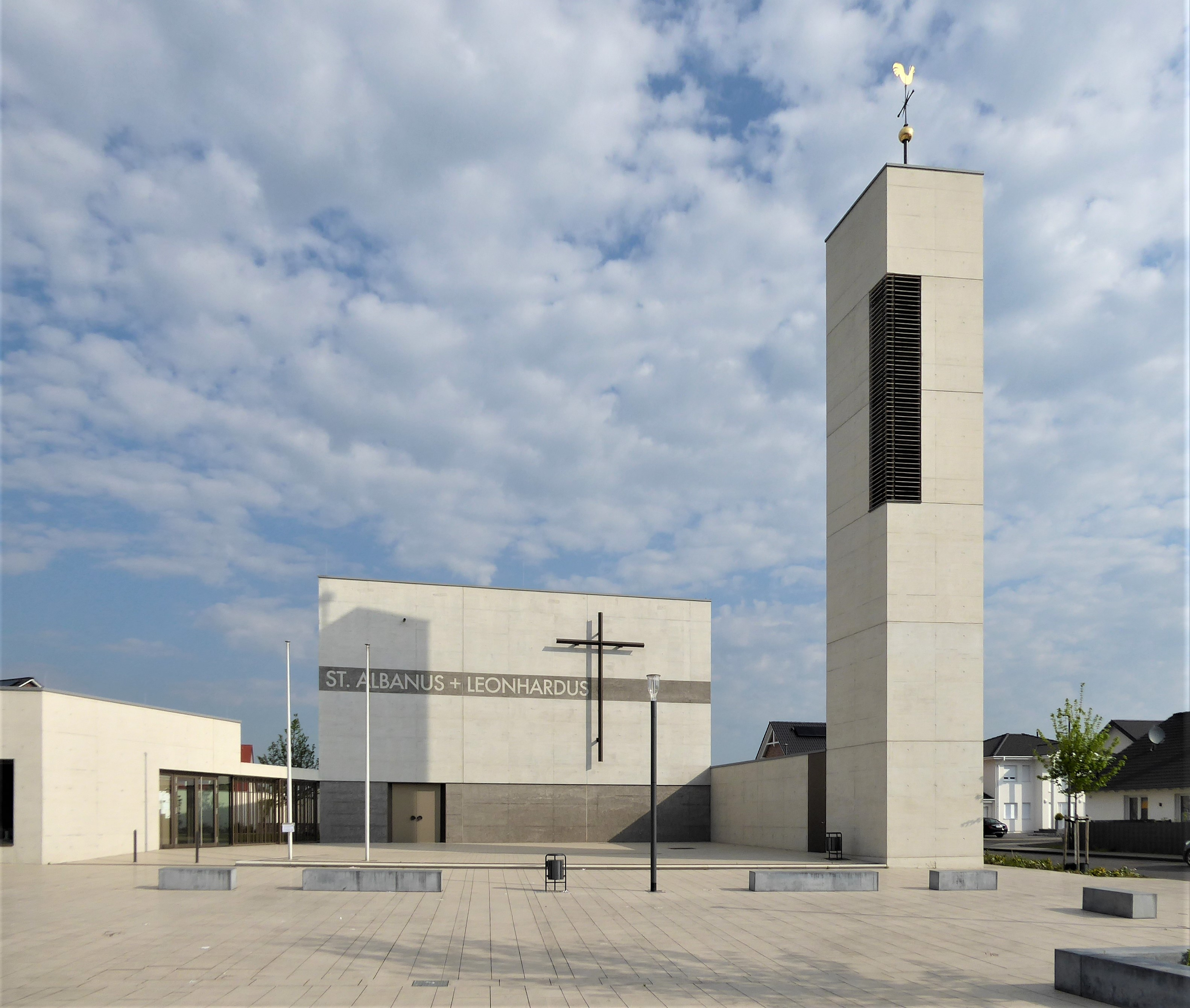
Kirche St. Albanus und Leonhardus

Manheim liegt westlich von Kerpen. Südlich des Dorfes verläuft die Kreisstraße 55 und am östlichen Ortsrand die Kreisstraße 17. Nördlich des Ortes befindet sich der Lörsfelder Busch, welcher ein Teil des Waldgebietes Bürge ist. Direkte Nachbarorte sind Kerpen (im Osten), Langenich (im Süden) und Bergerhausen (im Westen).

## Geschichte
Manheim-neu entstand als Resultat des Braunkohlentagebaus Hambach durch den RWE-Konzern. Der alte Ort Manheim sollte bis 2022 weichen. Der erste Spatenstich für den Umsiedlungsort fand am 17. September 2011 statt. Der offizielle Umsiedlungsbeginn war der 1. April 2012. Ab April 2012 war der Umsiedlungsort soweit ausgebaut, dass die ersten Grundstücke bebaut werden konnten. Die Ortseingangsschilder wurden im August desselben Jahres aufgestellt. Der Straßengrundausbau war in der ersten Hälfte des Jahres 2013 abgeschlossen. Mitte desselben Jahres wurden der Rodelhügel (am westlichen Ortseingang) sowie der Spielplatz im Zentrum des neuen Dorfes fertiggestellt.
Die Straßennamen wurden zum Teil in Anlehnung an die alten Straßennamen Manheims 2011 vergeben. So wurde z. B. aus der Tannecker Straße der Tannecker Weg, aus der Esperantostraße der Esperantoweg, aus der Germaniastraße der Germaniaring und aus der St.-Albanus-Straße der St.-Albanus-Weg.
Im Frühjahr 2015 zog der erste Karnevalsumzug durch das neue Dorf und Ende August 2015 wurde die neue Grillhütte eingeweiht.
2021 waren nahezu alle Grundstücke bebaut und die Umsiedlung fast abgeschlossen.

## Bauwerke und Einrichtungen

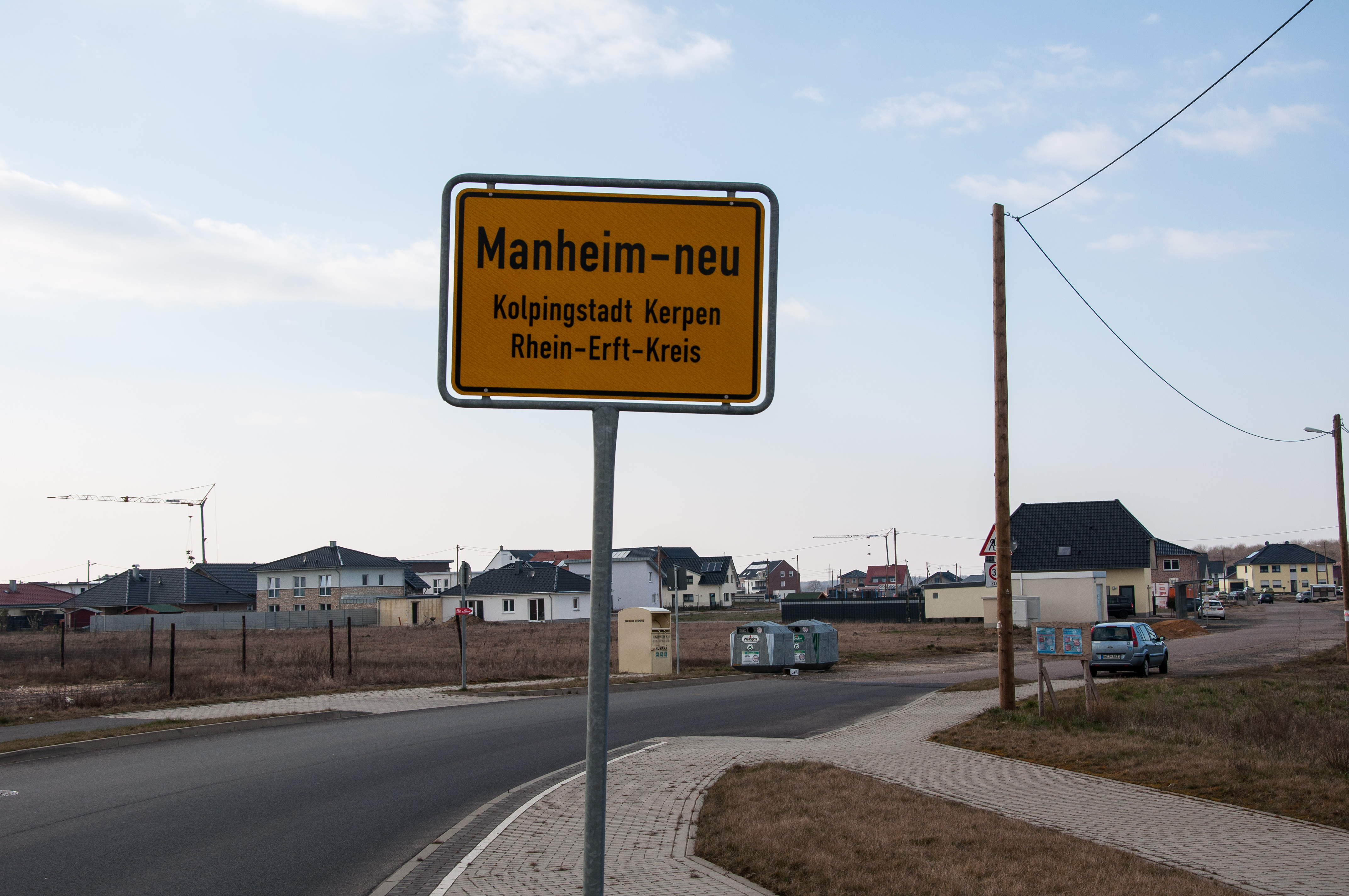
Ortstafel

### Kapelle St. Albanus und Leonhardus
Im Zentrum von Manheim befindet sich die zwischen 2019 und 2021 erbaute Kapelle St. Albanus und Leonhardus mit angeschlossenem Gemeindezentrum und Bücherei, die nach Plänen des Kölner Architekturbüros office03 entstand. Sie ist der Ersatzbau für die Pfarrkirche St. Albanus und Leonhardus sowie des Pfarrheimes im alten Ort. Der erste Spatenstich war am 16. Dezember 2019 und Richtfest mit Grundsteinlegung am 26. Oktober 2020. Die Fertigstellung erfolgte in der zweiten Jahreshälfte 2021 und am 12. September 2021 konsekrierte der Kölner Erzbischof Rainer Maria Woelki die Kapelle und den Altar.

### Marienkapelle

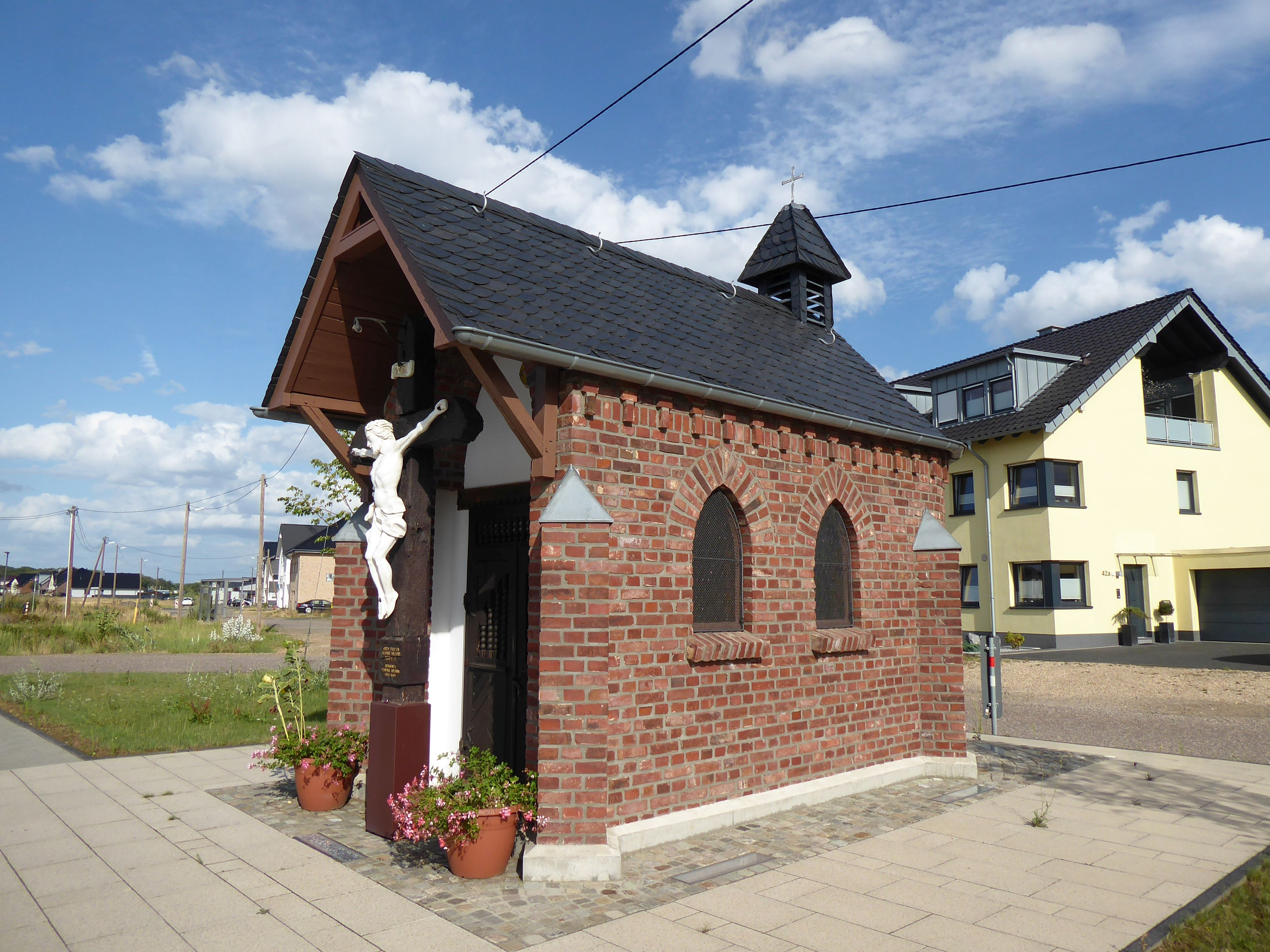
Die Marienkapelle, aus dem alten Ort nach Manheim-neu transloziert

Die Marienkapelle ist das einzige historische Bauwerk in Manheim. Sie wurde Ende des 19. Jahrhunderts in der Forsthausstraße in Manheim erbaut und im Zuge der Umsiedlung dort 2016 abgebaut und im Verlauf des Jahres 2017 am jetzigen Standort mit den originalen Materialien wiederaufgebaut (transloziert).

### Friedhof
Der Friedhof wurde am 20. Februar 2014 eingesegnet und eröffnet. Mit den Umbettungen wurde im März 2014 begonnen. Vom alten Friedhof wurden das Hochkreuz, die Soldatengräber, die Friedhofstore und die Glocke übernommen.

### Bürgerzentrum
Das Vereins- und Bürgerzentrum wurde im Dezember 2017 eingeweiht und dient u. a. den Manheimer Ortsvereinen als neuer Veranstaltungsort sowie für die verschiedenen Festlichkeiten des Ortes.

### Kindertageseinrichtung Pusteblume
Als eine der ersten öffentlichen Einrichtungen wurde die Kindertagesstätte Pusteblume in der Ortsmitte eröffnet (Einweihung Februar 2016).

### Kleindenkmäler
Bis 2019 wurden die Kleindenkmäler aus Alt-Manheim an den Umsiedlungsort gebracht, dazu zählen:
- Kriegerdenkmal
- Wegekreuz Buirer Straße
- Wegekreuz Bennenwinkelstr./ Esperantostr.
- Wegekreuz Forsthausstr./Jägerring
- Wegekreuz Berrendorfer Str./ Friedenstr.
- Wegekreuz Blatzheimer Str.
- Wegekreuz Blatzheimer Str. / Kölnstr.
- Wegekreuz Weyernstraße

### Verkehr
Die VRS-Buslinie 976 der Rhein-Erft-Verkehrsgesellschaft verbindet den Ort mit Kerpen, Frechen und Buir. Zusätzlich verkehren einzelne Fahrten im Schülerverkehr auf der Linie 933 sowie eine Fahrt der AVV-Linie 276 des Rurtalbus.
| Linie | Betreiber | Verlauf |
| ----- | --------- | --- |
| 276   | Rurtalbus | Düren Bf/ZOB – StadtCenter – Distelrath – Merzenich Schöne Aussicht – Golzheim – Buir / Blatzheim (– Bergerhausen – Manheim-neu – Langenich – Kerpen)                                                  |
| 933   | REVG      | Buir / Niederbolheim – Blatzheim – Bergerhausen – Manheim-neu – Langenich – Kerpen – Sindorf Schulzentrum                                                                                              |
| 976   | REVG      | Frechen EuroPark – Frechen Rathaus – Benzelrath – Grefrath – Habbelrath – Neu-Bottenbroich – Horrem Bf – (Sindorf Schulzentrum –) Kerpen – Langenich – Manheim-neu – Bergerhausen – Blatzheim – Buir S |

## Bevölkerungsentwicklung
| Jahr | Einwohnerzahl |
| ---- | ------------- |
| 2012 | 2             |
| 2013 | 114           |
| 2014 | 440           |
| 2015 | 685           |
| 2016 | 879           |
| 2017 | 997           |
| 2018 | 1143          |
| 2019 | 1304          |
| 2020 | 1375          |

## Ortsgemeinschaft
Die Ortsgemeinschaft wird durch die Aktivitäten einer ganzen Reihe von Vereinen und Vereinigungen geprägt und belebt.

### Sportvereine
- Turnverein TV Germania Manheim 1887 e. V. – Turnen, Schwimmen, Judo, Reha-Sport
- Fußballverein FC Viktoria 1919 e. V. Manheim – Fußball

### Karnevalsvereine
Drei Karnevalsvereine beleben die rheinische Fünfte Jahreszeit und beteiligen sich am traditionellen Karnevalsdienstags-Umzug.
- KG VereinigteVereine Manheim
- KG Rote Husaren
- Erftlandtanzcorps

### Sonstige Vereine und Vereinigungen
- St. Albanus & St. Leonhardus Schützenbruderschaft Manheim
- Freiwillige Feuerwehr Kerpen, Löschgruppe Manheim
- Tambour- und Fanfaren-Corps Blau-Weiß Manheim
- Natur- und Gartenfreunde Manheim
- Maigesellschaft Lustige Buben Manheim